# ازان (جویبار)
ازان یک منطقهٔ مسکونی در ایران است که در دهستان حسن‌رضا واقع شده‌است. ازان ۷۰ نفر جمعیت دارد.